# 住民税
住民税（じゅうみんぜい）は、日本の税金のうち、道府県民税・都民税と市町村民税・特別区民税を合わせていう語。特に、個人に対する道府県民税・都民税と市町村民税・特別区民税は、地方税法に基づき市町村・特別区が一括して賦課徴収することから、この2つを合わせて住民税と呼ぶ。なお、地方税法18条 地方税の徴収権の定めにより、法定納期限の翌日から起算して5年間地方団体の権利を行使しないことによって、時効により消滅する。

## 個人の住民税

### 賦課方法
その年の1月1日現在で居住している市町村・特別区（原則として住民票の住所）で課税される。そのため、翌日の1月2日以降に他の市町村・特別区へと転居した場合でも、1月1日現在で居住していた市町村・特別区に住民税を全額納付しなければならない。この場合、その年の住民税は転居先の市町村・特別区から課税されることはない。
週末に実家（住民票）のある市町村・特別区へと帰っている場合は、実家（住民票）のある市町村・特別区にて課税され、なおかつ納付する義務を負う。
納付する税額は、前年の1月から12月までの所得に応じて計算される所得割と、（各市町村・特別区によって税額が異なるが）定められた額で一律に課される均等割を合算した額である。所得税と異なり、原則1年後の6月に課税される。

### 税額と税率
フラット・タックスとなっている。2007年（平成19年）以降は下記の表の通りであるが、東日本大震災からの復興に関し地方公共団体が実施する防災のための施策に必要な財源の確保に係る地方税の臨時特例に関する法律により、2014年（平成26年）6月からは新たに市町村税が500円、道府県民税が500円増額された。
| 種別             | 市町村民税 | 道府県民税 | 合計    |
| ---------------- | ---------- | ---------- | ------- |
| 所得割           | 6%         | 4%         | 10%     |
| 均等割           | 3,000円    | 1,000円    | 4,000円 |
| 利子割           | なし       | 5%         | 5%      |
| 配当割           | なし       | 5%         | 5%      |
| 株式等譲渡所得割 | なし       | 5%         | 5%      |

| 種別             | 市町村民税 | 道府県民税 | 合計    |
| ---------------- | ---------- | ---------- | ------- |
| 所得割           | 6%         | 4%         | 10%     |
| 均等割           | 3,500円    | 1,500円    | 5,000円 |
| 利子割           | なし       | 5%         | 5%      |
| 配当割           | なし       | 5%         | 5%      |
| 株式等譲渡所得割 | なし       | 5%         | 5%      |

なお、名古屋市の市民税については、2012年度以降、恒久減税により所得割は5.7%、均等割は2,800円（臨時特例法対象期間は3,300円）である。一方、神奈川県の県民税については、2017年から2021年までの5年間、水源環境保全税により、所得割は4.025%、均等割は3,800円である。
利子割、配当割、株式等譲渡所得割はいずれも一定税率であり、条例で税率を変更することはできない。
2025年度6月には、令和6年3月28日に可決、成立した「地方税法等の一部を改正する法律」（令和6年法律第4号）により、全国で定額減税が行われた。     

#### 非課税になる場合

日本の世帯所得分布（万円,国民生活基礎調査）。青は総計、橙は高齢者世帯、緑は高齢者以外の世帯、赤は子供のいる世帯、紫は65歳以上の構成員がいる世帯。

2020年は以下の条件を満たすと非課税になる（下記は東京23区の場合。級地区分別に異なる。）。実質的な変更はないが、所得控除の変更により、2021年より合計所得金額の基準が10万円増額になる。また、災害で被害を受けたりした場合に住民税を減免できる場合がある。
所得割・均等割とも非課税
以下の条件のどれかに該当する場合。
- 生活保護を受給している
- 前年中の合計所得金額が下記の金額以下
  - 障害者・未成年者・寡婦または寡夫の場合は、135万円以下（給与収入のみの場合は年収2,044,000円未満、65歳以上で公的年金収入のみの場合は245万円以下）
  - 同一生計配偶者または扶養親族がいる場合は、35万円×（本人・同一生計配偶者・扶養親族の合計人数）＋21万円+10万円以下
  - 同一生計配偶者および扶養親族がいない場合は、35万円+10万円以下（給与収入のみの場合は年収100万円以下）

所得割が非課税
- 前年中の合計所得金額が下記の金額以下
  - 同一生計配偶者または扶養親族がいる場合は、35万円×（本人・同一生計配偶者・扶養親族の合計人数）＋32万円+10万円以下

### 徴収方法

#### 普通徴収
従業員ではない個人事業主などが普通徴収に該当し、自ら住民税を支払う。通常、毎年6月に、市町村・特別区から納税義務者に税額通知書（納付書）が送付される。この納付書により市役所・特別区役所・町村役場や金融機関、郵便局などの窓口で支払う（口座自動振替によることもできる）。納期は（市町村により若干異なるものの）通常、6月・8月・10月・1月の4期である。
普通徴収には分納のほか、「前納報奨金制度」という全納一括払いが出来る市町村もあり、一定額が割引されるメリットがある。ただし、近年は各自治体の財政難もあり、特別徴収との不公平を理由に廃止される傾向にある。

#### 特別徴収
給与所得者については、給与を支払う者（事業主）が、その年の6月から翌年の5月までの12回に分けて給与から天引きし、事業主が取りまとめて納付する。納付回数は、基本は年12回だが、給与等の支払を受ける者が常時10人未満である場合は、特別徴収税額の納期の特例に関する申請書を提出することで、年2回（6月10日と12月10日）の納付に切り替えられる。
原則として、事業主(法人、個人を問わず)は給与を支払っている場合(役員のみやアルバイト、パートタイム短期雇用者のみであっても)、全ての従業員の住民税について特別徴収する義務がある(地方税法第324条の4および各市町村・特別区条例)。但し特例に該当する場合は、普通徴収切替理由書を提出することで普通徴収に切り替えられる。事業主を通じて申請することで、普通徴収分の住民税を特別徴収に切り替えることは可能であるが、特別徴収を普通徴収には切り替えられない。東京都は、2017年にそれまで特別徴収の適用が曖昧だったのを、普通徴収切替理由書を提出してない全ての事業者を一斉に特別徴収に切り替えた。
また、2009年10月からは公的年金からの天引きも開始されている。年6回の年金支給時に天引きされる。一定の所得要件等を満たすことが前提となるが、国民健康保険料(税)や後期高齢者医療保険料とは違い、納税者の意向により普通徴収(口座振替)への切り替えはできない。
特別徴収のメリットとして、
- 給与天引きなので、払い忘れがない。
- 1回当たりの支払金額が少なく、負担感が軽くなる。

などがある。
利子割、配当割、株式等譲渡所得割については、特別徴収となっている。利子割については、預金等を受け入れた金融機関、配当割については配当等を支払う会社等ないし特定口座で源泉徴収ありを選択している個人の分については特定口座が開設されている証券会社、株式等譲渡所得割については特定口座を設けており源泉徴収ありが選択されている個人の分に関し証券会社が特別徴収義務者となる。
事業者が納付を怠った場合、滞納のみならず、脱税行為となる。事業主が従業員から預かった税金であるため、業務上横領罪に類似する性質を有するものとして、地方税法第324条第3項に罰則規定が設けられ0年以下の懲役若しくは200万円以下の罰金に処し、又は併科すると規定されている。ただし2024年現在同法適用判例はない。

#### 退職時の取り扱い
6月 - 12月に退職する場合、3つのパターンが選択できる。
1. 普通徴収　　…退職後、個人宛てに送付される納付書により自分で納付する。
2. 一括徴収　　…最終給与または退職金から、翌年5月分までを一括して差し引き、事業主が納付する。
3. 特別徴収継続…再就職先が決まっている場合、その再就職先で給与天引きを継続する（前の勤務先と新しい勤務先との間でやりとり）。

ただし、2.の場合、翌年6月から自動的に1.に移行することとなる。1 - 5月に退職する場合は、原則として2.の一括徴収が義務付けられている（3.の特別徴収継続も可）。なお、退職金に掛かる住民税（現年分離課税）は、退職手当等を支給した日の翌月10日まで事業主が納付する（特別徴収）。

#### 海外赴任時・出国外国人の取り扱い
1月1日時点で住民票を在住地に置いている場合は当年6月から翌年5月までの期間は、出国した年度として前年の所得に対する住民税が課税される。海外赴任などで住民票を抜く場合は、翌年6月からは課税されない。ただし、出国する際には「納税管理人」を決めて市町村に届け出る必要がある。
しかし外国人が帰国する際に行われず年度賦課が発生した場合に住民税は滞納となる。

#### 死亡人の問題
1月1日に存命であれば、その後死亡した場合も課税される。ただし相続人の存在、不存在が明らかでないとき（相続人全員が相続放棄をして，結果として相続する者がいなくなった場合も含まれる。）には，家庭裁判所が利害関係人等の申立てにより、相続財産の清算人を選任して精算を行う。

### 滞納者へのペナルティとその問題
住民税を滞納すると当然ながらペナルティとして延滞金が加算される。平成20年（2008年）に入り、家財道具を差し押さえるなど徴収を強化する自治体が増えつつある。
また、平成21年（2009年）に実施された定額給付金を差し押さえる自治体も現れ、給付金の所轄である総務省がこれを「趣旨にそぐわない」と問題視するといった動きもある。特別定額給付金は差し押さえが法律で禁止されている。
なお、滞納処分である給与等の差し押えを執行したにも関わらず雇用企業が取り立てに応じない場合には、地方自治体により民事執行法に基づき雇用事業者に対し「取立訴訟」が提起され、行政勝訴の場合法人財産から取り立てとなる。

### 住民税非課税世帯
住民税非課税世帯とは、世帯構成員の全員が住民税の均等割も所得割も非課税である世帯として定義される。社会保障政策上、貧困線の定義として運用されるが、住民税は個人税であるため、その世帯数を把握する統計データは存在していない。

## 法人の住民税
法人住民税については、道府県民税#法人の都道府県民税および市町村民税#法人の市町村民税を参照。